# Corsino Fernández
Corsino Fernández, född 12 november 1920, död 6 juni 2011, var en argentinsk friidrottare. Han deltog vid olympiska sommarspelen 1952.